# Oli Bigalke
Oli Bigalke, eigentlich Oliver Bigalke, (* 3. März 1968 in München) ist ein deutscher Schauspieler.

## Leben
Oli Bigalke nahm 1991–1992 Schauspielunterricht an der Neuen Münchner Schauspielschule (Leitung: Ali Wunsch-König). Er begann seine Schauspiellaufbahn Anfang/Mitte der 1990er mit Theaterauftritten bei freien Theatergruppen und an Off-Theatern in München. 1995 spielte er an der Pasinger Kulturfabrik den Dorfbewohner Erich in Katzelmacher. Weitere Engagements in München hatte er am Freien Theater München (2000; Titelrolle in Lenz 2000) und am Neuen Theater München (jeweils 2004 und 2013). Von August bis Oktober 2006 trat er im Berliner Admiralspalast in Brecht/Weills Die Dreigroschenoper als Münz-Matthias in einer Inszenierung des Stücks von Klaus Maria Brandauer auf.
Seit Ende der 1990er Jahre arbeitete Bigalke hauptsächlich für Film und Fernsehen. Häufig wurde er dabei, auch aufgrund seines markanten Aussehens, in prägnanten Nebenrollen oft als Polizist oder Bösewicht eingesetzt. Türsteher, Wachleute, Handwerker, Kriminelle, Dealer und Gewalttäter gehörten zu dem von ihm dargestellten Personal. Ein polizeiliches Schießtraining half ihm dabei auch beim darstellerisch überzeugenden Umgang mit Waffen.
In dem Kinofilm Be.Angeled (2001) spielte er den Polizeihauptkommissar Landowski. In dem Sat1-Fernsehfilm Die Masche mit der Liebe (2007), mit Anja Kling in der Hauptrolle, spielte er den Arbeitslosen Michael Wuttke. In der Filmkomödie Männerherzen … und die ganz ganz große Liebe (2011) von Simon Verhoeven übernahm Bigalke die Rolle des Häftlings Svetko. In der ZDF-Krimireihe Ein starkes Team war er 2011 als Killer Lars Romberg zu sehen. Im Rostocker Polizeiruf 110: Stillschweigen war er Mäckie, der „President“ eines Motorradclubs. Im Tatort: Fette Hunde (Erstausstrahlung September 2012) war Bigalke als Tierarzt Dr. Christoph Wieland zu sehen. Im Tatort: Türkischer Honig (Erstausstrahlung: Januar 2014) übernahm er die Rolle des Boxclub-Besitzers Thomas Jansen. Im Tatort: Ätzend (Erstausstrahlung: November 2015) spielte er den Handwerker Heiko Evers.
Bigalke wirkte auch in einigen internationalen Produktionen mit, u. a. in Anonymus (2011) und in dem britischen Kurzfilm The Parachutist (2013). In dem indischen Spielfilm Hanuman.com (2013), der teilweise in Island spielt und dort auch gedreht wurde, spielte Bigalke den Bürgermeister von Reykjavík, der sich schließlich als soziopathischer Mörder und Vergewaltiger herausstellt.
Mehrmals spielte er in den ZDF-Krimiserien Ein Fall für zwei, Alarm für Cobra 11 – Die Autobahnpolizei, SOKO Leipzig und Die Rosenheim-Cops mit. In den Rosenheim-Cops war er 2003, an der Seite von Pippi Söllner, in der Folge Geheimnisse der tatverdächtige Schreiner Toni Waldner; er spielte den Bruder des Hausmädchens des Ermordeten. In der Folge Eine Nacht mit Folgen war er 2009 als Tatverdächtiger Basti Lautner zu sehen, der eine große Summe Geld an die Firma des Toten verloren hat.
Episodenrollen hatte er u. a. auch in den Fernsehserien Der Bulle von Tölz (1998; als Kfz-Mechaniker Michl Baumgartner), Im Namen des Gesetzes (2001; als Kfz-Mechaniker Marco Schulz), Die Wache (2001; als Mechaniker Heinz Dohm), Abschnitt 40 (2006; als Rechtsradikaler Rennie), SOKO Köln (2007; als Kunstdieb Arnd Wendtmann), Der Staatsanwalt (2009; als Kfz-Mechaniker Nils Krämer), Küstenwache (2010; als Hafenarbeiter Boris Timmsen), Lasko – Die Faust Gottes (2010; als BKA-Hauptkommissar Victor), Klinik am Alex (2012; als THW-Einsatzleiter Müller), Großstadtrevier (2012; als Thor, der „Mann fürs Grobe“), SOKO Wismar (2013, als Nachbar und Tatverdächtiger), Notruf Hafenkante (2013, als mehrfach vorbestrafter Türsteher Didi Weigert), SOKO Stuttgart (2015; als Besitzer eines Rockabilly-Shops) und SOKO Leipzig (2015; als Vater eines getöteten 16-jährigen Mädchens).
In dem Märchenfilm Das kalte Herz, der im Oktober 2016 seine Kinopremiere hatte, verkörperte Bigalke den Glasbläsermeister Jeckel, der für die junge Glasmacherstochter Lisbeth eine Art Ersatzvater ist, nachdem ihr eigener Vater sein Herz verkauft hat. In dem Märchenfilm Das singende, klingende Bäumchen (Erstausstrahlung: Dezember 2016), eine Neuverfilmung des DEFA-Klassikers von 1957 für die Märchenfilmreihe Sechs auf einen Streich der ARD, übernahm Bigalke die Rolle des kleinwüchsigen Waldgeistes. Im Dezember 2017 war Bigalke in der ZDF-Serie Der Kriminalist in einer Episodenhauptrolle zu sehen; er spielte den Betreiber eines Tango-Clubs und ehemaligen Bordellbesitzer. Im Januar 2018 war Bigalke dann im ZDF in der Krimiserie SOKO Wismar in einer Episodennebenrolle zu sehen; er spielte den tatverdächtigen Müllfahrer Kai Jaspers, dem das Mordopfer noch Geld schuldete. In der 5. Staffel der TV-Serie In aller Freundschaft – Die jungen Ärzte (März 2019) übernahm Bigalke eine der Episodenhauptrollen als schwerverletzter Patient und Ehemann. In der 7. Staffel der TV-Serie Morden im Norden (November 2020) hatte Bigalke eine der Episodenhauptrollen als Lübecker Bordellbesitzer Hauke Grün.
2010 erhielt er mit dem gesamten Darstellerensemble des Fernsehfilms Mörder auf Amrum den Grimme-Preis. Oli Bigalke ist Mitglied im Bundesverband der Film- und Fernsehschauspieler. Er lebt in Berlin und München.

## Filmografie (Auswahl)
- 1992: Svatjos Traum (Kurzfilm)
- 1998: Der Bulle von Tölz: Tod in der Walpurgisnacht (Fernsehreihe)
- 2001: Solange wir lieben (Fernsehfilm)
- 2001: Be.Angeled (Kinofilm)
- 2001: Im Namen des Gesetzes (Fernsehserie, Folge Hetzjagd)
- 2001: Die Wache (Fernsehserie, Folge Tödliches Illusion)
- 2003, 2009: Die Rosenheim-Cops (Fernsehserie, verschiedene Rollen, 2 Folgen)
- 2003–2007: Ein Fall für zwei (Fernsehserie, verschiedene Rollen, 5 Folgen)
- 2006: Abschnitt 40 (Fernsehserie, Folge Faust in der Tasche)
- 2007: SOKO Köln (Fernsehserie, Folge Alte Freunde)
- 2007: Das wilde Leben (Kinofilm)
- 2007: Die Masche mit der Liebe (Fernsehfilm)
- 2008: Berlin am Meer (Kinofilm)
- 2009: Mörder auf Amrum (Fernsehfilm)
- 2009: Mein Leben – Marcel Reich-Ranicki (Fernsehfilm)
- 2009: Der Staatsanwalt (Fernsehserie, Folge Zwischen den Fronten)
- 2010: Küstenwache (Fernsehserie, Folge Die Wunden der Vergangenheit)
- 2010: Lasko – Die Faust Gottes (Fernsehserie, Folge Blackout)
- 2011: Männerherzen … und die ganz ganz große Liebe (Kinofilm)
- 2011: Anonymus (Kinofilm)
- 2011: Ein starkes Team – Gnadenlos (Fernsehreihe)
- 2011: Polizeiruf 110: Stillschweigen (Fernsehreihe)
- 2012: Klinik am Alex (Fernsehserie, Folge Gefangen)
- 2012: Großstadtrevier (Fernsehserie, Folge Butter bei die Fische)
- 2012: München 72 – Das Attentat (Fernsehfilm)
- 2012: Tatort – Fette Hunde (Fernsehreihe)
- 2013: Lauf Junge lauf (Kinofilm)
- 2013: The Parachutist (Kurzfilm/Großbritannien)
- 2013: Hanuman.com (Kinofilm/Indien)
- 2013, 2015: SOKO Leipzig (Fernsehserie, verschiedene Rollen, 2 Folgen)
- 2013: SOKO Wismar (Fernsehserie, Folge Als der Fremde kam)
- 2013: Notruf Hafenkante (Fernsehserie, Folge In der Falle)
- 2014: Tatort – Türkischer Honig
- 2015: Letzte Spur Berlin (Fernsehserie, Folge Gefrierpunkt)
- 2015: SOKO Stuttgart (Fernsehserie, Folge Tödliche Tage)
- 2015: Elser – Er hätte die Welt verändert (Kinofilm)
- 2015: Tatort – Ätzend (Fernsehreihe)
- 2015: Die Kanzlei (Fernsehserie, Folge Üble Tricks)
- 2016: Das kalte Herz (Kinofilm)
- 2016: Das singende, klingende Bäumchen (Fernsehfilm)
- 2017: Mord in bester Gesellschaft (Fernsehreihe, Folge Winters letzter Fall)
- 2017: Der Kriminalist (Fernsehserie, Folge Totentanz)
- 2017: Der Sohn
- 2018: SOKO Wismar (Fernsehserie, Folge Spurlos)
- 2018: SOKO Köln (Fernsehserie, Folge Endstation)
- 2018: Letzte Spur Berlin (Fernsehserie, Folge Verspielt)
- 2018: Krieg der Träume (Doku-Serie)
- 2019: In aller Freundschaft – Die jungen Ärzte (Fernsehserie, Folge Wen wir lieben)
- 2019: Preis der Freiheit (Fernsehfilm)
- 2019: Friesland – Hand und Fuß (Fernsehreihe)
- 2020: Morden im Norden (Fernsehserie, Folge Romeo und Julia)
- 2020: Spreewaldkrimi – Zeit der Wölfe (Fernsehreihe)
- 2021: Der Alte (Fernsehserie, Folge Trügerische Liebe)
- 2021: Die Drei von der Müllabfuhr – Die Streunerin (Fernsehreihe)
- 2022: In aller Freundschaft (Fernsehserie, Folge Kontrollverlust)
- 2022: Blutige Anfänger (Fernsehserie, Folge Atemlos)
- 2024: SOKO Hamburg (Fernsehserie, Folge Je oller, je doller)
- 2024: WaPo Bodensee (Fernsehserie, Folge Ganovenehre)